# 수르비 지오티
수르비 지오티(힌디어: सुरभि ज्योति, 1988년 5월 29일 ~ )는 인도의 배우이다.